# Johann Adolph Pöppelmann
Johann Adolph Pöppelmann (* 3. August 1694; † 2. Januar 1773 in Dresden) war ein deutscher Hofmaler.
Der älteste Sohn des Hofbaumeisters Matthäus Daniel Pöppelmann und dessen Ehefrau Catharina Margaretha geborene Stumpf hielt sich seit 1724 am kurfürstlich sächsischen Hof von Kurfürst Friedrich August I. auf. Von seinen Gemälden sind außer dem früheren Altarbild der Dresdner Matthäuskirche allein die Kanzelgemälde der Stadtkirche Großröhrsdorf überliefert, die jedoch 2023 bei einem Brand zerstört wurden.
Er war mit Anna Rosina (* um 1690, † 10. Januar 1766 in Dresden) verheiratet. Fünf seiner Kinder sind bekannt. Der jüngste Sohn Johann David wurde ebenfalls Hofmaler am sächsischen Königshof.